# Scaphyglottis cuniculata
Scaphyglottis cuniculata là một loài thực vật có hoa trong họ Lan. Loài này được (Schltr.) Dressler mô tả khoa học đầu tiên năm 2002.